# Transporteur associé au traitement des antigènes

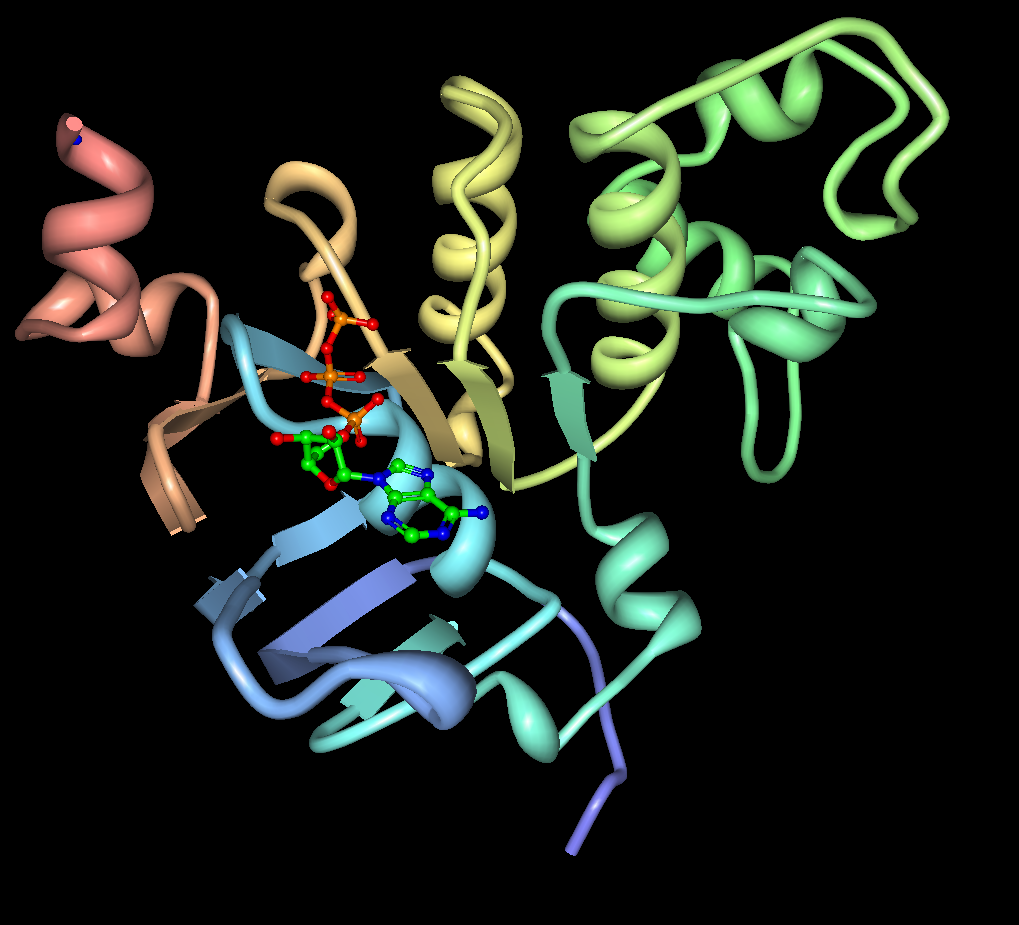

Le transporteur associé au traitement des antigènes (TAP) est un complexe protéique qui appartient à la famille des transporteurs ABC. Il délivre des peptides cytosoliques dans le réticulum endoplasmique (RE), où ils se lient aux molécules naissantes du CMH de classe I. 
La structure du TAP est formée de deux protéines, TAP-1 et TAP-2, qui ont chacune une région hydrophobe et une région de liaison à l'ATP. Elles s'assemblent en un hétérodimère, ce qui résulte en un transporteur à quatre domaines.

## Fonctions
Le transporteur TAP se trouve dans la lumière du RE, associé au complexe de chargement des peptides (PLC en anglais). Ce complexe composé de microglobuline β2, calréticuline, ERp57, TAP, tapasine et CMH de classe I agit pour maintenir les molécules du CMH jusqu'à ce qu'elles soient entièrement chargées en peptides. 

### Transport de peptides
Le transport de peptides médié par le TAP est un processus en plusieurs étapes. La poche de liaison au peptide est formée par TAP-1 et TAP-2. L'association avec le TAP est un événement ne nécessitant pas d'ATP : comme décrit par ven Endert et ses collaborateurs dans une publication de 1994, « dans une étape d'association bimoléculaire rapide, le peptide se lie au TAP, puis s'ensuit une isomérisation lente du complexe TAP ». Il est suggéré que le changement de conformation de cette structure déclenche l'hydrolyse de l'ATP et initie ainsi le transport des peptides. 
Les deux domaines de liaison aux nucléotides (NBD en anglais) sont nécessaires pour la translocation des peptides, car chaque NBD ne peut pas hydrolyser l'ATP à lui seul. Le mécanisme exact de transport est inconnu ; cependant, les résultats de la recherche indiquent que la liaison de l'ATP à TAP-1 est l'étape initiale du processus de transport et que celui induit ensuite la liaison de l'ATP à TAP-2. Il a également été démontré que le désamarrage du CMH de classe I chargé en peptides est lié au cycle de transport du TAP provoqué par les signaux de la sous-unité TAP-1. 

### Transport de l'ARNm hors du noyau
La protéine de levure Mex67p et le NXF1 (TAP humain), sont les deux NXF (facteurs de transport nucléaire) les mieux caractérisés. Les TAP interviennent dans l'interaction entre la particule de ribonucléoprotéine messagère (PNRm, ou mRNP en anglais) et le complexe de pores nucléaires (NPC en algais). Les NXF n'ont aucune ressemblance avec les récepteurs-types de transport nucléaire de la famille des importines-exportines (karyophérines) et ne possèdent pas le domaine de liaison Ran caractéristique que l'on trouve dans toutes les karyophérines. 

### Spécificité
L'activité ATPase du TAP dépend fortement de la présence du substrat adapté, et la liaison peptidique est une condition préalable à l'hydrolyse de l'ATP. Cela empêche le gaspillage d'ATP via l'hydrolyse indépendante des peptides. 
La spécificité des protéines TAP a été étudiée pour la première fois en piégeant des peptides dans le RE en utilisant la glycosylation. Le TAP se lie à des peptides de 8 à 16 résidus avec une affinité égale, tandis que la translocation est plus efficace pour les peptides de 8 à 12 résidus. L'efficacité diminue pour les peptides de plus de 12 résidus. Cependant, il a été observé que des peptides contenant plus de 40 résidus ont été transloqués, bien qu'avec une faible efficacité. Les peptides à faible affinité pour la molécule de CMH de classe I sont transportés hors du RE par une protéine d'exportation efficace dépendante de l'ATP. Les mécanismes décrits peuvent représenter un fonctionnement métabolique permettant de garantir que seuls les peptides de haute affinité sont liés au CMH de classe I.